# Mississippibussard
Der Mississippibussard (Ictinia mississippiensis), früher Mississippiweih genannt, ist ein kleiner Greifvogel aus der Familie der Habichtartigen. Die auf dem amerikanischen Kontinent beheimatete Art ernährt sich vornehmlich von Insekten und ist für die aggressive Verteidigung ihrer Nistplätze bekannt. Da er gut mit vom Menschen geprägten Landschaftsformen zurechtkommt, nehmen die Bestände des Mississippibussards seit einigen Jahrzehnten beständig zu.

## Merkmale
Mississippibussarde sind eher kleinere Vertreter ihrer Familie, die eine Größe von etwa 33 bis 37 cm und eine Flügelspannweite von 75 bis 83 cm erreichen können. Wie bei vielen Greifvögeln sind die Weibchen tendenziell etwas größer und massiger, ihr durchschnittliches Gewicht liegt zwischen 278 und 339 g, während Männchen bei 216 bis 269 g liegen. Insgesamt erinnert das Erscheinungsbild mit rundlichem Kopf und langem Schwanz und Flügeln an das eines Falken. Ein kennzeichnendes Merkmal der Art ist die stark verkürzte, äußerste Schwungfeder, was besonders gut im Flug zu erkennen ist. Darüber hinaus reichen die Spitzen der Flügel in sitzender Haltung über die Schwanzspitze hinaus. Die Beine sind gelblich bis orange, zu den Füßen hin besitzen sie zumeist eine schwach gräuliche Schattierung. Der kurze, gebogene Schnabel ist schwarz bis dunkelgrau. Ähnlich gefärbt ist die Wachshaut vor dem Auge, dessen Iris ein kräftiges Rubinrot aufweist. Männliche Mississippibussarde sind am Kopf weiß bis hellgrau gefärbt, um die Augen findet sich ein auffälliger, schwarzer Fleck. Die Oberseiten der Flügel sind ebenso wie der Rücken schiefergrau. Ihre Unterseiten sind ähnlich gefärbt, die Sekundärfedern besitzen ein schmales, weißes Band an den Spitzen. Nur im Flug auszumachen sind braunrote Stellen an den inneren Primärfedern, die jedoch nicht bei jedem Exemplar vorkommen. Bauch- und Brustbereich sind tendenziell etwas dunkler gefärbt als die Oberseite. Die Steuerfedern des in sitzender Haltung ausgestellten Schwanzes sind in der Regel schwärzlich. Hinsichtlich des Gefieders zeigt sich bei der Art nur ein leicht ausgeprägter Sexualdimorphismus. So sind Weibchen etwa anhand etwas dunklerer Köpfe, leicht bräunlicher Steuerfedern oder einem blasseren Bauch unterscheidbar. Diese Merkmale variieren jedoch hinsichtlich ihrer Ausprägung und können nicht in allen Fällen zur eindeutigen Feststellung des Geschlechts herangezogen werden.

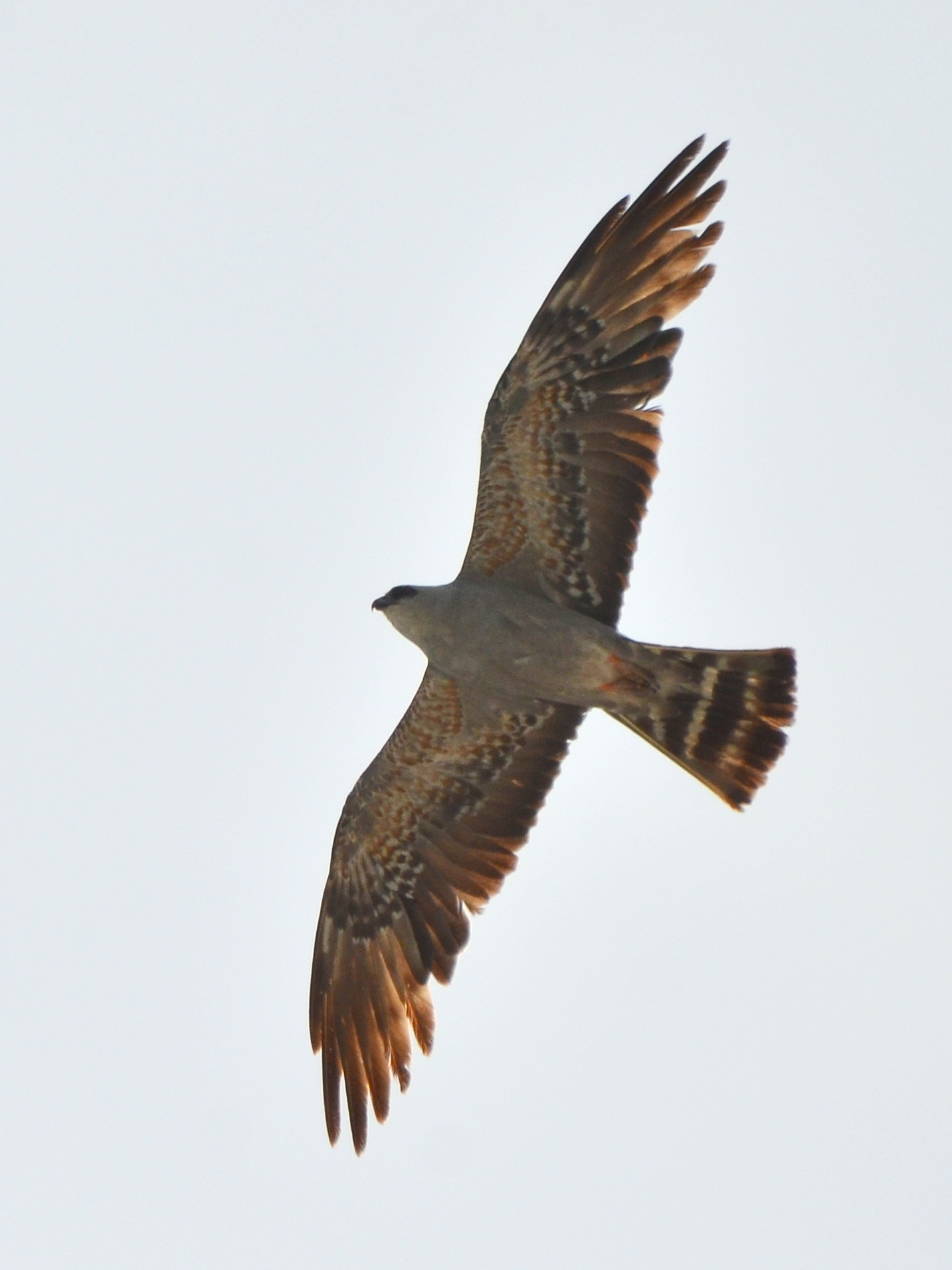
Mississippibussard im Flug. Gut zu erkennen ist die deutlich verkürzte, äußere Schwungfeder.

Juvenile Mississippibussarde im Jugendkleid sind anhand einer auffälligen schwarz-weißen Musterung an Brust und Bauch sowie an der Unterseite der Flügel leicht zu erkennen. Kopf- und Kehlbereich sind weniger stark gemustert und tendieren eher zu einer weißlichen bis cremefarbenen Erscheinung. Die dunkelbraune Grundfärbung der Steuerfedern wird von drei bis vier schmalen, blassen Bändern unterbrochen. Den Augen fehlt noch das auffällige Rubinrot, stattdessen sind sie dunkelbraun, die Wachshaut ist eher gelblich. Nach ihrer ersten Rückkehr aus den Winterquartieren haben die Jungvögel fast vollständig die Färbung der Adulten angenommen, lediglich die Steuer- und Schwungfedern entsprechen noch denen des Jugendkleids. Bis zum Sommer sind sie dann nicht mehr von älteren Tieren zu unterscheiden.

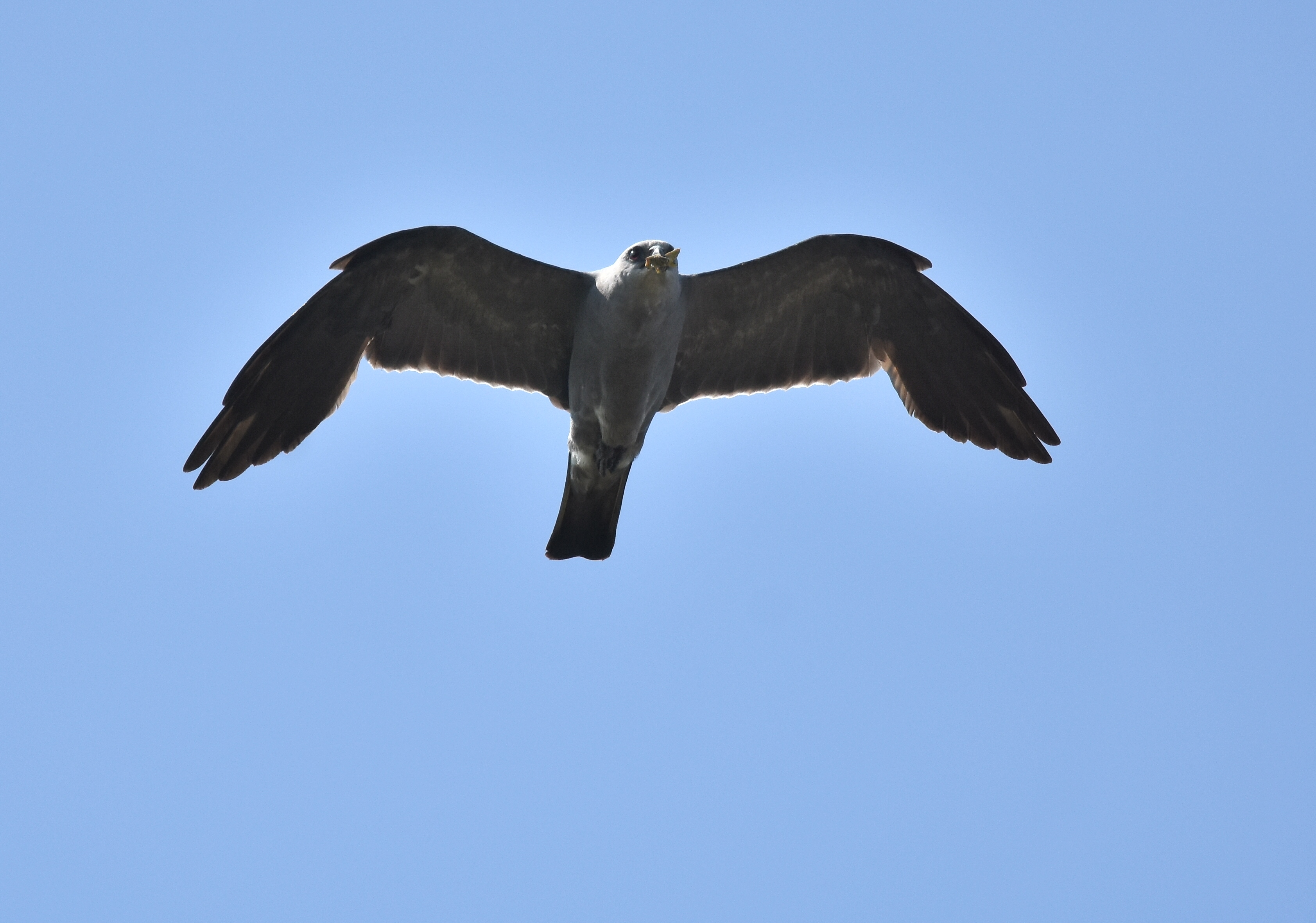
Typische Haltung im Gleitflug mit teilweise eingeklappten Flügeln

Verwechslungen mit dem Wanderfalken (Falco peregrinus) oder dem Weißschwanzaar (Elanus leucurus) können vorkommen, da diese eine ähnliche Körperform und Farbgebung besitzen. Als Unterscheidungsmerkmale kommen die Gefiederfärbung im Kopf- und Schwanzbereich sowie das charakteristische Flugmuster des Mississippibussards in Frage. Dieses zeichnet sich durch lange Gleitflüge mit wenigen Flügelschlägen aus. Währenddessen werden die Spitzen der Flügel häufig weit nach innen geklappt.

## Verhalten
Mississippibussarde sind gesellige Vögel, die häufig kleine bis mittelgroße Schwärme bilden. Insbesondere an Schlafplätzen und während der jährlichen Migration können diese auf mehrere hundert Exemplare anwachsen. Ein Bericht aus der argentinischen Provinz Chaco berichtet sogar von einem riesigen Schwarm aus etwa 10.000 Individuen, die sich auf dem Rückweg nach Norden zu ihren Brutgebieten befanden. Derart große Gruppen werden gelegentlich auch aus anderen südamerikanischen Regionen gemeldet, scheinen generell aber eher eine Ausnahme zu sein. Die Art ist ein Langstreckenzieher, der zwischen September und November südwärts in seine Winterquartiere zieht. Im Frühjahr von Mitte Februar bis Ende April folgt die Rückkehr in die nordamerikanischen Brutgebiete. Der Mississippibussard gilt zumindest außerhalb der Brutzeit als ausgesprochen still, am häufigsten kann noch ein als Alarm- oder Präsenzruf interpretiertes, hohes und pfeifendes pheephew vernommen werden.

### Ernährung
Der Mississippibussard macht vor allem Jagd auf mittelgroße bis große Insekten, darunter besonders Zikaden, Grashüpfer und Libellen. Ergänzt wird der Speiseplan gelegentlich durch größere Beute wie Fledermäuse oder Schwalben. Die Art ist bekannt für das Fangen von fliegender Beute aus dem eigenen Gleitflug heraus, wobei kleinere Beutetiere dann auch direkt während des Fluges verzehrt werden. Jagdversuche von einer Sitzwarte aus kommen jedoch ebenfalls vor. Ziel sind dann meist am Boden oder in der Vegetation befindliche Beutetiere, auf die sich die Vögel mit einer schnellen, direkten Flugbewegung stürzen. Zum Verzehr des Fangs kehren Mississippibussarde dann zumeist zur Sitzwarte zurück. Die Beute wird bei beiden Jagdmethoden nicht mit den Krallen, sondern mit dem Schnabel geschlagen. An Nestlinge werden auch kleine Reptilien und Amphibien sowie Mäuse verfüttert. Des Weiteren kann die Art gelegentlich beim Fressen an im Straßenverkehr zu Tode gekommenen Tierkadavern beobachtet werden.

### Fortpflanzung

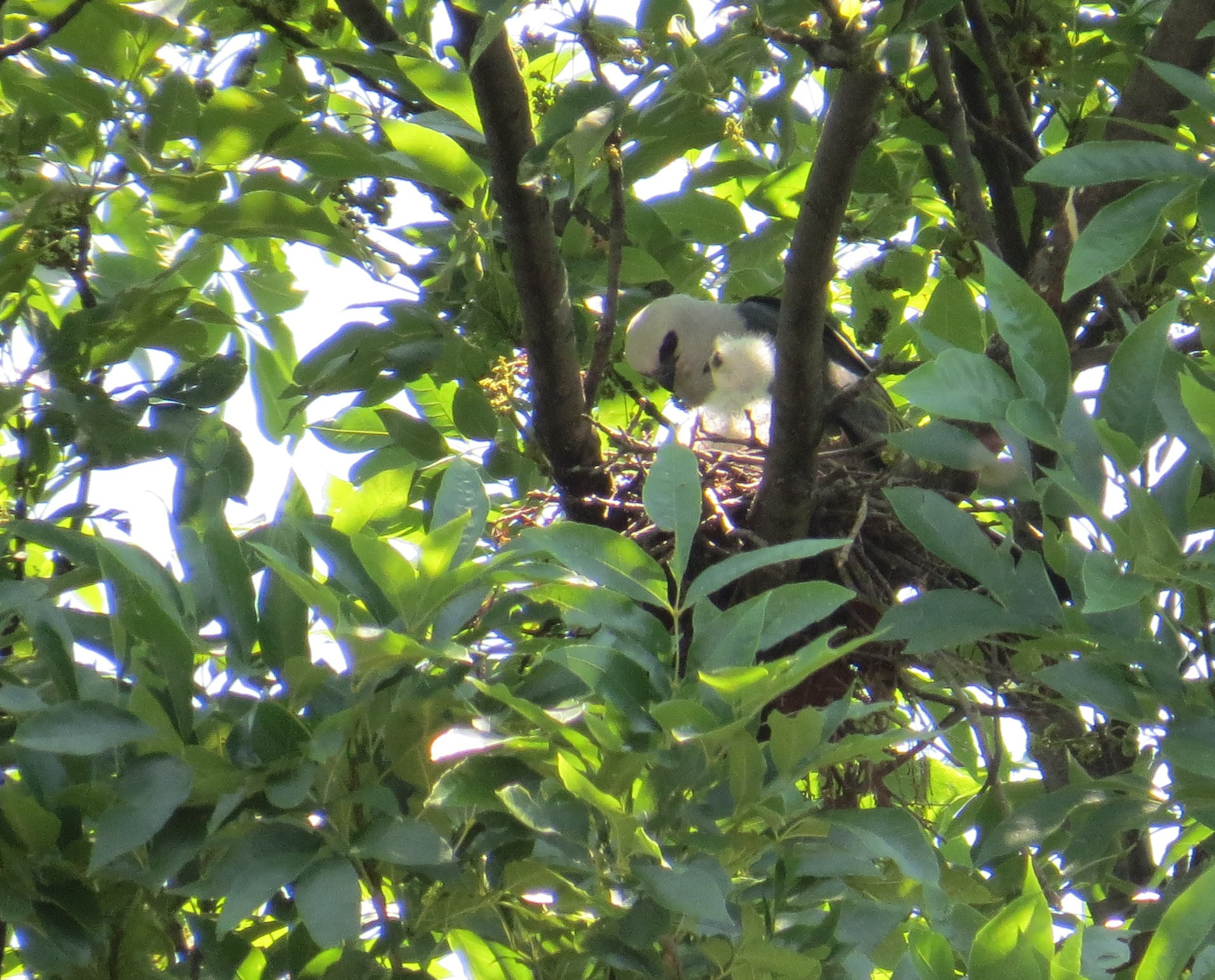
Brütender Mississippibussard mit Nestling

Die Art nistet zumeist in losen Kolonien, die aus bis zu 20 – gemäß anderer Quellen gelegentlich auch aus mehr als 50 – Nestern bestehen können. Die Brutzeit beginnt im Mai, wobei sich Paare bereits während der Migration oder noch in den Winterquartieren zusammenfinden. Kopulationen sind zumeist in den ersten beiden Maiwochen zu beobachten, die Eiablage beginnt dann gegen Ende des Monats. Das Nest wird meist in etwa 6 bis 10 m Höhe auf einem Baum errichtet, kann sich jedoch in Einzelfällen auch deutlich höher befinden. Als Standort werden Waldränder bevorzugt, allerdings brüten die Vögel mittlerweile auch in stark vom Menschen geprägten, urbanen Landschaften. Das Nest selbst wird von beiden Geschlechtern errichtet und ist eine wenig aufwendig konstruierte Plattform aus Zweigen und grünen Blättern, die während der Brut immer wieder ausgebessert wird. Die übliche Gelegegröße scheint bei zwei Eiern je Nest zu liegen, wobei verschiedene Studien nahelegen, dass bei schlechten Nahrungsbedingungen eine Tendenz zu Nestern mit nur einem Ei erkennbar ist. Die Eier sind in ihrer Form oval bis rundlich, ihre Größe beträgt etwa 1,3 × 1,6 cm. Ihre glatte Schale ist normalerweise einheitlich bläulich-weiß gefärbt, nur gelegentlich zeigen sich einige braune Flecken. Nach der Eiablage beteiligen sich beide Geschlechter an der Bebrütung, wie genau die Aufteilung der Brutpflichten erfolgt, ist jedoch noch unbekannt. Die Inkubationsdauer beträgt etwa 32 Tage, gefolgt von einer reinen Nestlinsgphase, die etwa 15 bis 18 Tage andauert. Im Anschluss verbringen die jungen Mississippibussarde weitere 18 bis 22 Tage in der unmittelbaren Umgebung des Nistplatzes, bevor sie nach insgesamt 33 bis 40 Tagen vollständig flügge werden.
Nistende Mississippibussarde sind für ihre Aggressivität gegenüber echten oder angenommenen Bedrohungen für Nest und Nachwuchs bekannt. Nähern sich Eindringlinge dem Nest zu sehr, stürzen sich die Altvögel in vielen Fällen im Sturzflug auf diese herab und stoßen dabei einen schrillen, hohen Schrei aus. Zu einer tatsächlichen Berührung kommt es jedoch eher selten, weshalb davon auszugehen ist, dass diese Aggression die Eindringlinge lediglich vertreiben und nicht verletzen soll. Auf Grund der häufigen räumlichen Nähe der Nistkolonien zu urbanen Siedlungen sind auch regelmäßig Menschen oder Haustiere Ziel dieser Scheinangriffe. Dieses Verhalten macht in einigen Fällen eine Umsiedelung der Vögel oder das Absammeln der Eier notwendig, wenn die Nester an besonders ungünstig gelegenen Orten errichtet werden. Berichte über Verletzungen durch Mississippibussarde kommen mit einer gewissen Regelmäßigkeit vor, sind jedoch allgemein eher selten.

## Verbreitung und Gefährdung

Verbreitungsgebiet des Mississippibussards
Brutgebiete
Migration
Winterquartiere

Die Brutgebiete des Mississippibussards liegen vorwiegend in den südlichen Vereinigten Staaten und sind äußerst unzusammenhängend. Besiedelt werden vor allem die südöstlichen Staaten entlang der Küste des Golfs von Mexiko, der südliche Teil der Great Plains sowie in jüngerer Zeit auch einige Regionen im Südwesten der USA. Darüber hinaus finden sich isolierte, versprengte Populationen weiter nördlich. 2008 wurde eine erste, beobachtete Brut in New Hampshire dokumentiert, der möglicherweise andere vorhergingen. Das Brutgebiet im Südosten des Staates wurde bis 2018 regelmäßig aufgesucht. Während das Verbreitungsgebiet in Nordamerika gut erforscht ist, war die genaue Lage der südamerikanischen Überwinterungsgebiete lange Zeit nicht exakt bekannt. Erst in den 2010er-Jahren stellten Forscher fest, dass die Art vor allem in der zu Argentinien, Paraguay und Bolivien gehörigen Region Gran Chaco überwintert. Diese besteht vorwiegend aus Trockenwäldern und Savannengebieten, wird jedoch seit einiger Zeit zunehmend für Landwirtschaft und Viehzucht erschlossen. Die Migrationsrouten im Frühling und Herbst folgen der Landverbindung zwischen den beiden Teilen des amerikanischen Doppelkontinents und führen nicht über das Meer. Vor allem auf Grund ihrer Toleranz für vom Menschen geprägte Landschaftsformen erschließt die Art seit einigen Jahrzehnten vor allem in Nordamerika zunehmend neue Regionen. Die Bestandsentwicklung ist folgerichtig positiv. Von der IUCN wird der Mississippibussard daher als nicht gefährdet (Status least concern) eingestuft. Basierend auf Zählungen während der Migration wird der globale Bestand der Art auf etwa 180.000 Exemplare geschätzt.

## Systematik
Der Mississippibussard wurde erstmals im Jahr 1811 durch den amerikanischen Ornithologen Alexander Wilson als Falco mississippiensis beschrieben. Wilson stellte ihn damit zunächst zu den Falken. Die Art gilt zur Zeit als monotypisch, geographische Variationen fehlen ebenfalls. Gemeinsam mit dem Schwebebussard (I. plumbea), der ein ähnliches Verbreitungsgebiet besitzt, bildet der Mississippibussard die Gattung Ictinia Vieillot, 1816 innerhalb der Familie der Habichtartigen. Eine ältere Beschreibung stammt von dem Studenten Peter Custis, der im Jahr 1806 Teilnehmer der Red-River-Expedition gewesen war, die im Südwesten der Vereinigten Staaten nach den Quellen des Red River suchte. Custis vergab jedoch keinen gültigen wissenschaftlichen Namen für die neue Art, die er als „Louisiana kite“ bezeichnete, weshalb sein Bericht nicht als offizielle Erstbeschreibung angesehen wird. Alfred Laubmann nannte fen Mississippibussard in seinem Werk Die Vögel von Paraguay nicht.

## Etymologie
1816 führte Louis Pierre Vieillot die für die Wissenschaft neue Gattung Ictinia für den Schwebebussard ein. Dieser Begriff leitet sich von ικτιν, ικτινος iktin, iktinos für Milan ab. Der Name Mississippibussard sowie das Artepitheton mississippiensis nehmen Bezug auf den US-Bundesstaat Mississippi, wo Wilson das Typusexemplar gefunden hatte.